# Jatisawit (Bumiayu)
Jatisawit is een bestuurslaag in het regentschap Brebes van de provincie Midden-Java, Indonesië. Jatisawit telt 7718 inwoners (volkstelling 2010).